# Jagnjilo (Vladičin Han)
Jagnjilo (em cirílico: Јагњило) é uma vila da Sérvia localizada no município de Vladičin Han, pertencente ao distrito de Pčinja, na região de Južno Pomoravlje. A sua população era de 73 habitantes segundo o censo de 2011.

## Demografia
| 1948 | 1953 | 1961 | 1971 | 1981 | 1991 | 2002 | 2011 |
| ---- | ---- | ---- | ---- | ---- | ---- | ---- | ---- |
| 355  | 392  | 331  | 357  | 216  | 157  | 106  | 73   |